# Bambasé Conté
Pour les articles homonymes, voir Conté.
Bambasé Conté, né le 7 juillet 2003 à Sarrebruck en Allemagne, est un footballeur allemand qui évolue au poste d'attaquant au SV Elversberg, en prêt du TSG Hoffenheim.

## Biographie

### Carrière en club
Conté débute sa formation au 1. FC Saarbrücken, puis rejoint le 1. FC Kaiserslautern avant d'intégrer en 2018 le centre de formation du TSG 1899 Hoffenheim.
En 2022, il est promu en équipe réserve du TSG Hoffenheim, évoluant en Regionalliga Südwest. Il y réalise 23 apparitions, marquant six buts et délivrant sept passes décisives.
Le 4 novembre 2023, il fait ses débuts en Bundesliga avec l'équipe première de Hoffenheim, entrant en jeu lors d'une défaite 3-2 contre le Bayer Leverkusen.
Le 3 juillet 2024, Conté est prêté pour une saison au Karlsruher SC, en 2. Bundesliga. Il marque son premier but en professionnel le 23 novembre 2024 lors d'une victoire 3-2 contre la SpVgg Greuther Fürth.
En juin 2025, il est de nouveau prêté pour une saison, cette fois au SV Elversberg.

### En sélections nationales
Conté représente l'Allemagne dans les catégories de jeunes. Il compte deux sélections avec l'équipe U16 en 2018 et deux autres avec l'équipe U20 en 2022.